# Litfaßsäule

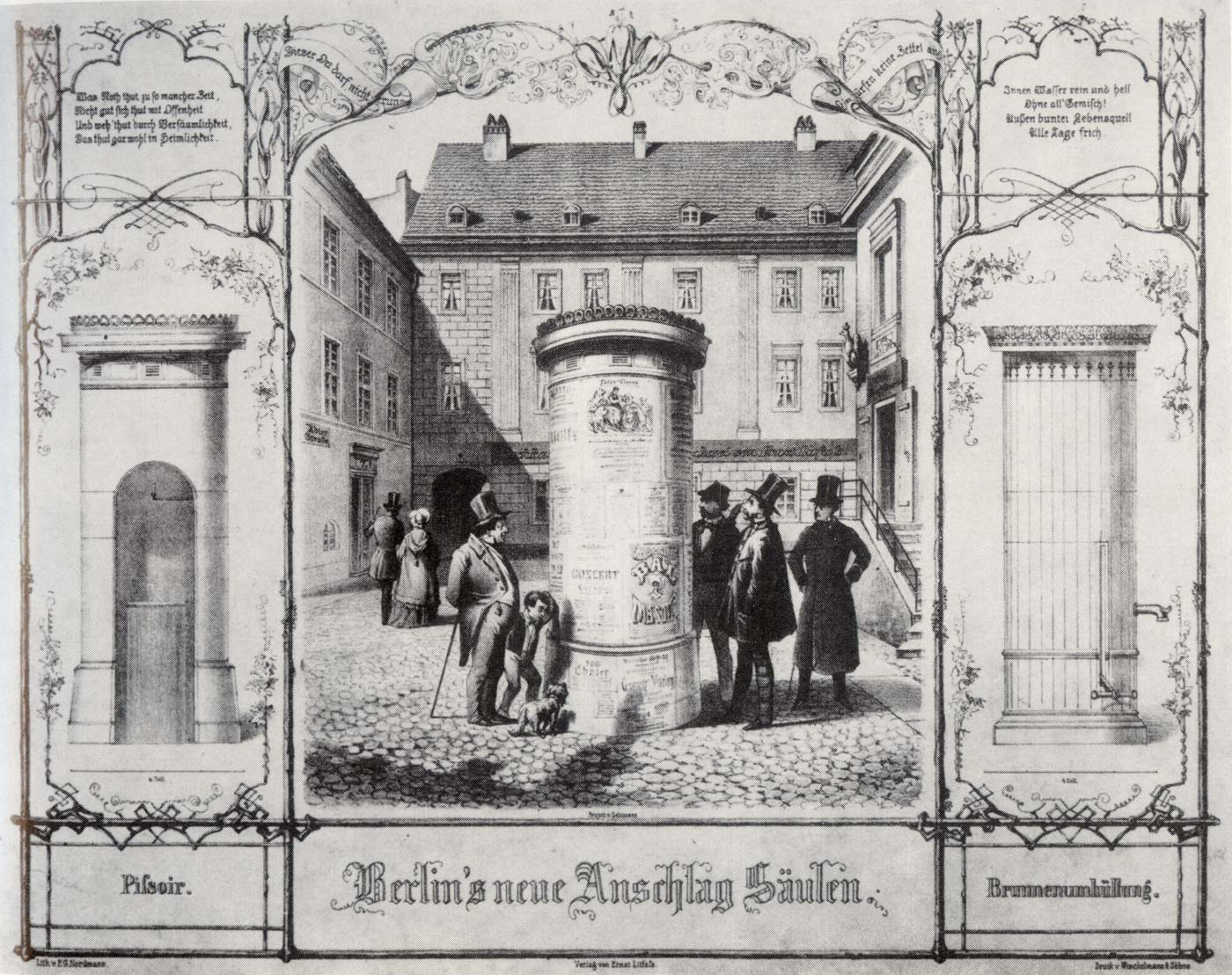
Zeitgenössische Lithographie zur ersten
Berliner Litfaßsäule

Eine Litfaßsäule ist eine auf dem Gehweg von Straßen aufgestellte Anschlagsäule, an die Plakate geklebt werden. Sie wurde vom Berliner Drucker Ernst Litfaß erfunden und 1854 erstmals verwirklicht. Die runde Säule zählt zum Bereich der Außenwerbung. Unterschieden wird zwischen einer Allgemeinstelle (Litfaßsäule mit mehreren Werbetreibenden gleichzeitig) und einer Ganzsäule (oder Ganzstelle; Litfaßsäule mit einem Werbetreibenden).

## Idee und Entwicklung
Die Idee, Plakatsäulen aufzustellen, entstand, um der damals um sich greifenden Wildplakatierung entgegenzuwirken. Litfaß schlug dem Polizeipräsidenten von Berlin, Karl Ludwig von Hinkeldey, vor, überall in der Stadt Säulen aufzustellen, an denen die Menschen ihre Plakate anhängen konnten. Nach jahrelangen Verhandlungen erhielt Litfaß am 5. Dezember 1854 die erste Genehmigung für seine „Annoncier-Säulen“. Er bekam von der Stadt Berlin ein bis 1865 gültiges Monopol für die Aufstellung seiner Säulen.
Die Genehmigung war mit der Auflage verbunden, auch die neuesten Nachrichten an den Säulen zu publizieren. Im Jahre 1855 wurden die ersten 100 Annonciersäulen in Berlin aufgestellt und dem Erfinder zu Ehren Litfaßsäulen genannt. Im Jahre 1865 wurden weitere 50 Säulen aufgestellt. Sowohl die Behörden als auch die Werbekunden erkannten schnell die Vorteile des neuen Werbemediums: Von staatlicher Seite war eine vorherige Zensur der Inhalte möglich. Werbekunden konnten sich darauf verlassen, dass ihre Plakate auch wirklich für die gesamte gemietete Zeit ohne Überklebungen zu sehen sein würden.

## Weitere Verwendung der Säulen

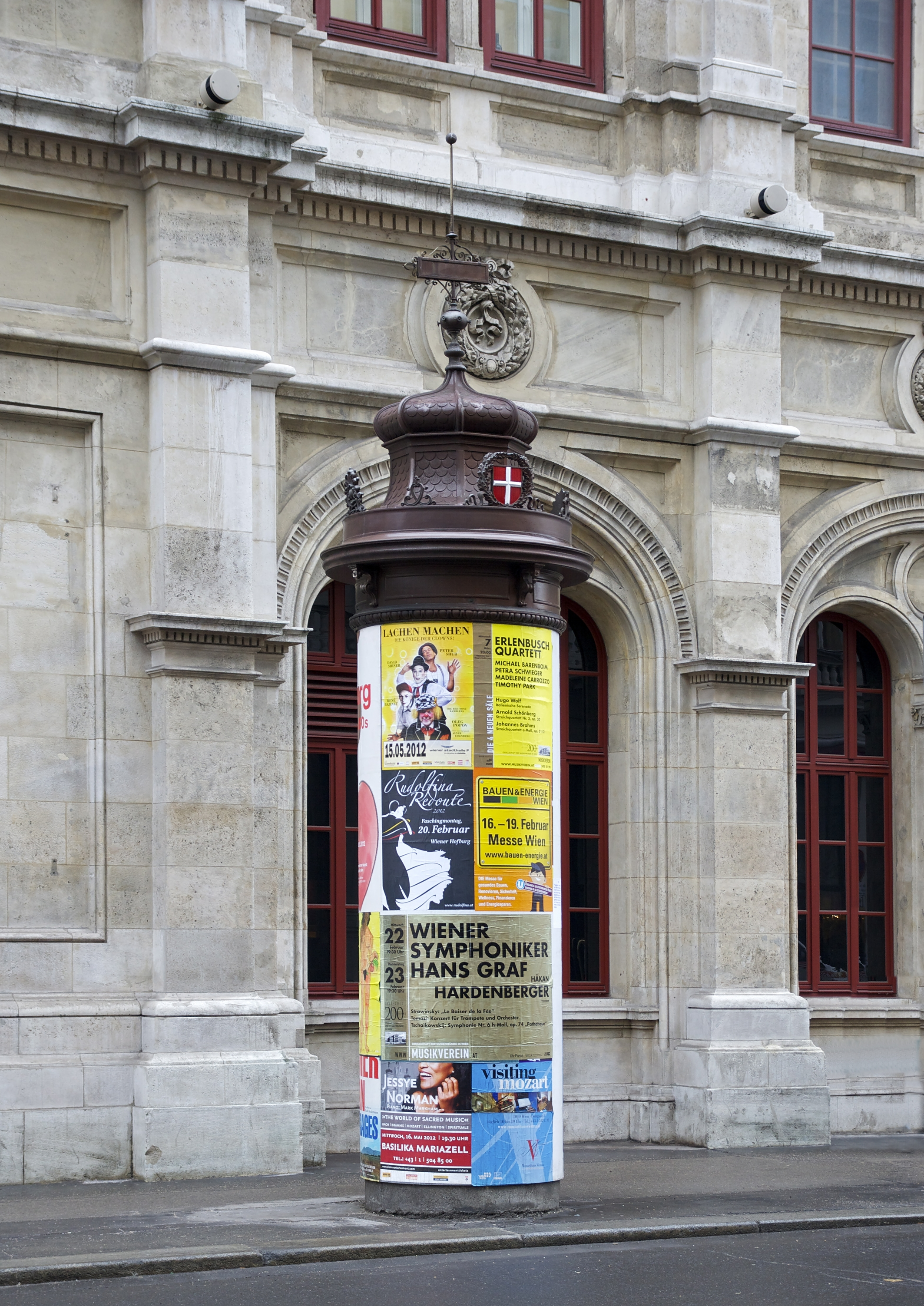
Eine Litfaßsäule in Wien

Während der Kriegsjahre 1870/71 wurden hier die ersten Kriegsdepeschen veröffentlicht. Nach Verbreitung der Telefonie bekamen die Litfaßsäulen zusätzliche Funktionen wie Telefonkabelverzweiger oder Transformatorenstation durch Nutzung des Innenraumes des Hohlzylinders.
Der 1855 geschaffene Werbeträger verbreitete sich rasch in europäische Nachbarländer, später auch in die ganze Welt. Seine Bauweise wurde den jeweiligen Bautrends angepasst, und auch Architekten entwarfen ihre Formen.
Ende 2005 gab es nach Angaben des Fachverbandes Außenwerbung etwa 51.000 Litfaßsäulen in Deutschland. Auch im Berliner Stadtbild sind Litfaßsäulen weiterhin präsent. Bis zum Jahr 2019 standen hier genau 2548 Säulen.
In Wien existieren zahlreiche Litfaßsäulen im Bereich des gedeckt verlaufenden Wienflusses, um die dort als Notausstieg aus der Tiefe führenden steinernen Wendeltreppen zu überdachen und sie vor unbefugtem Betreten zu schützen. Die Litfaßsäulen sind mit einer Tür versehen, welche sich von außen nur mit einem Schlüssel, von innen jedoch auch ohne öffnen lässt. Im Film Der dritte Mann mit Orson Welles aus dem Jahr 1949 entkommt der Protagonist Harry Lime in die Wiener Abwasserkanäle durch eine Litfaßsäule.
Eine weitere Verwendung der Litfaßsäulen wird seit 2015 in Nürnberg praktiziert: Im Innenraum befinden sich öffentliche Toiletten, die für eine geringe Gebühr benutzt werden können.
Die Idee dazu ist aber schon so alt wie die Litfaßsäule selbst.
In Düsseldorf wurde am 7. Oktober 2021 die erste 5G-Litfaßsäule eingeweiht. Bis Juni 2023 hatte Vodafone 50 der 600 Düsseldorfer Litfaßsäulen als Sendemasten für den 5G-Mobilfunk hergerichtet, weitere 150 sollen folgen. Die von außen nicht sichtbare Technik soll „auf besonders belebten Straßen und Plätzen“ der Innenstadt in einem Umkreis von 400 Metern für einen „noch besseren Empfang und höhere Netz-Stabilität“ sorgen. Die 5G-Litfaßsäulen besitzen eine kaum erkennbare Tür, die Zugang zur Technik gewährt. Sie sind ansonsten lediglich an einer alufarbenen „Haube“, deren Form an einen altmodischen Damenhut erinnert, als Funkmasten erkennbar. Die Deutsche Telekom hat im Jahr 2021 in Berlin damit begonnen, 200 Litfaßsäulen zu LTE-Small-Cells umzurüsten. Auch diese Litfaßsäulen werden wie gewohnt als Werbeträger genutzt und sind nur an ihrem dunkelgrauen „Deckel“ und der Tür als Funkmasten erkennbar.

## Bauweise
Die Grundform wurde mit einem Durchmesser von etwa 1,4 m (Umfang 3,60–4,30 m) und einer Höhe von 2,60–3,60 m als hohle Rundsäule konzipiert, wodurch die Plakate beliebige Größe aufweisen konnten und niemand etwas um die Ecke ankleben oder lesen musste. Sie waren meist aus Eisenblech, später kamen auch Beton und Kunststein zur Anwendung, mit einem breiten Standfuß und einer Rundhaube, deren Rand manchmal verziert war. Für Säulen aus Beton konnten die auch im Tiefbau verwendeten und daher leicht erhältlichen vorgefertigten Schachtringe benutzt werden. Statt einer Haube kann die Säule auch mit einer geraden Platte abgeschlossen werden, auf die dann weitere Werbemittel platziert werden können.
Seit den 1990er gibt es sich nach innen öffnende Säulen, die Pillar genannt werden. Im Innenraum sind Terminals oder Telefone installiert. Diese Stadtmöbel setzen damit die Tradition der Funktion als direkte Dienstleistung fort. Außerdem werden zunehmend Versionen verwendet, bei denen sich der eigentliche Werbeträger unter einer Plexiglasscheibe um die eigene Achse dreht und beleuchtet ist. Diese werden vor allem an Ampelkreuzungen verwendet, um noch mehr Aufmerksamkeit auf sich zu lenken, was allerdings die Achtsamkeit der Verkehrsteilnehmer wiederum einschränkt.

## Das Schicksal der Berliner Litfaßsäulen
Seit Anfang der 1990er Jahre hatte der Senat von Berlin, seit dem Mauerfall für ganz Berlin zuständig, mit der Firma Wall AG einen bis Ende 2019 gültigen Betreibervertrag für alle Litfaßsäulen abgeschlossen, wofür dieser die Werbeeinnahmen größtenteils behalten konnte, aber für die Sauberkeit und das stetige Funktionieren der Säulen zuständig war. Der Betreiberwechsel zu einem Stuttgarter Unternehmen führte zu der Planung, dass alle alten Säulen abgebaut und durch etwa 1500 neue Modelle, dicker und beleuchtet, teils an anderen Standorten, ersetzt werden. Um die Tradition jedoch zu erhalten, sollten 50 historische Litfaßsäulen unter Denkmalschutz gestellt werden.
Bis Juni 2019 ergab die Prüfung durch das Landesdenkmalamt, dass 24 Säulen schützenswert sind, dazu gehören 6 Säulen im Bezirk Charlottenburg-Wilmersdorf, 5 Säulen im Bezirk Friedrichshain-Kreuzberg, 4 Säulen im Bezirk Mitte und je 3 Säulen in Pankow und Reinickendorf, alle sind Bestandteile von größeren Denkmalbereichen. Die wahrscheinlich älteste erhaltene Litfaßsäule steht am Hackeschen Markt und wurde um das Jahr 1900 errichtet. Die Jüngste ist ein Nachbau, der 1987 für das Nikolaiviertel in Mitte hergestellt wurde – beide bleiben nun stehen.
Seit April 2019 setzt sich das Projekt Litfass Goes Urban Art dafür ein, dass alle 24 denkmalgeschützten Litfaßsäulen nicht mehr für kommerzielle Werbung verpachtet, sondern an ein Bündnis aus Berliner Kulturschaffenden und lokalen Kulturinstitutionen übergeben werden. Der in Berlin lebende Künstler und Initiator des Projektes, Michael Wismar, kuratiert seit 2019 auf denkmalgeschützten Litfaßsäulen mit unterschiedlichen Künstlern und Künstlerinnen. Seit 2022 nimmt er jährlich an der Veranstaltung Tag des Offenen Denkmals teil und versucht so auf eine alternative Nutzung der Säulendenkmäler durch eine künstlerische Intervention aufmerksam zu machen. 2021 bekam er vom Berliner Bezirk Friedrichshain-Kreuzberg eine Litfaßsäule geschenkt, welche er 2022 mit der Unterstützung von der Künstlerin Marina Naprushkina auf dem Bahnhofsvorplatz Gesundbrunnen aufstellte. Seitdem wird die Säule jeden Monat künstlerisch bespielt.

## Schreibweise
Auch nach den neuen Rechtschreibregeln wird das Wort Litfaßsäule mit ß geschrieben, obwohl diesem ein kurzer Vokal vorausgeht, weil es sich beim ersten Wortbestandteil (Litfaß) um einen Eigennamen handelt und die Schreibung von Namen nicht den Rechtschreibregeln unterliegt.

## Würdigungen

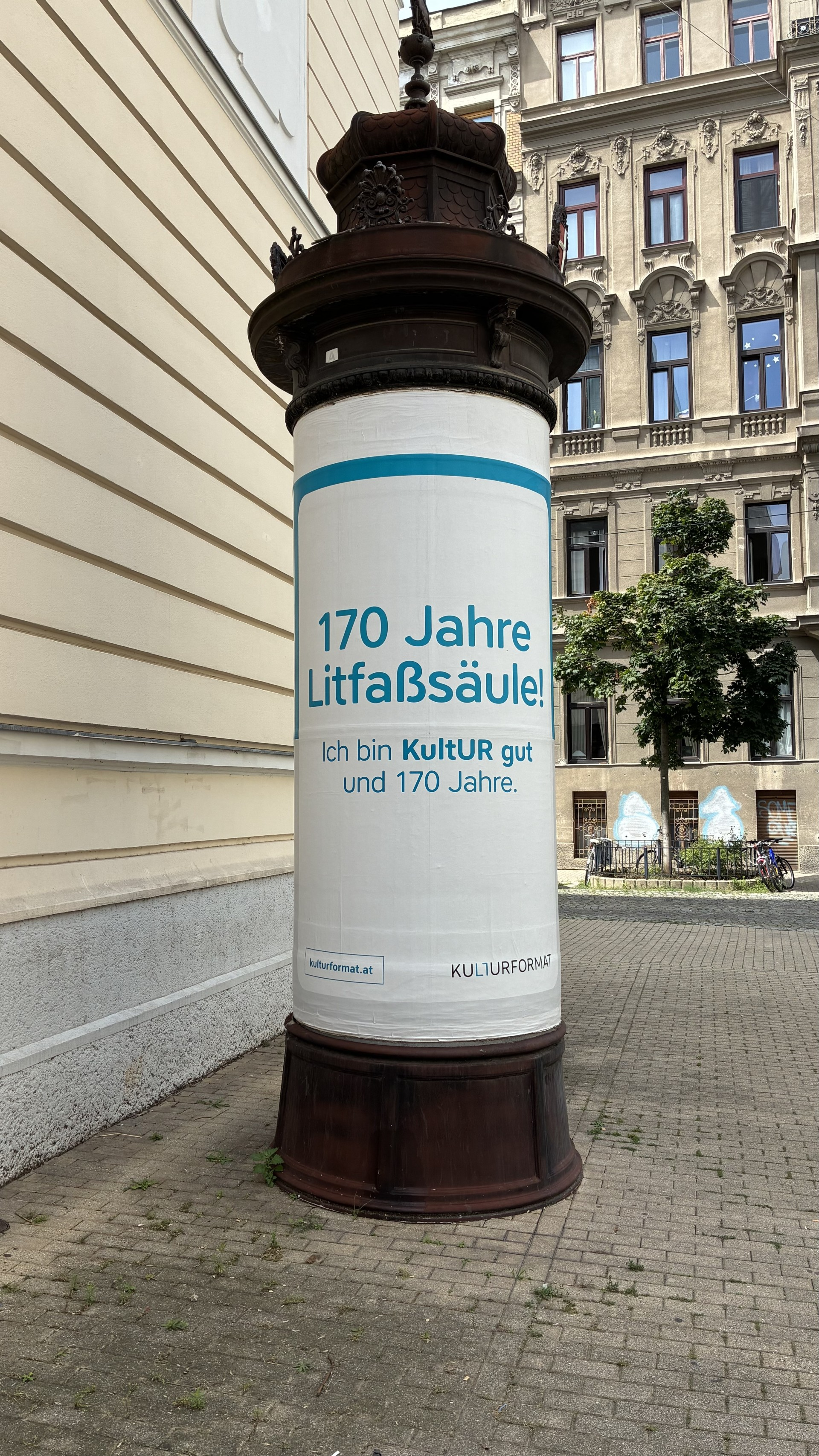
Litfaßsäule in Wien mit Würdigung als 170-jähriges Kulturgut

Bereits im Jahr 1979 würdigte die Deutsche Bundespost Berlin die Litfaßsäule mit einer Sonderbriefmarke.
Anlässlich des 150-Jahre-Jubiläums der Litfaßsäule im Jahr 2005 wurde eine weitere Sonderbriefmarke mit dem Motiv der Litfaßsäule herausgegeben.
Außerdem gab es eine Plakatkampagne des FAW (Fachverband Aussenwerbung e. V.).
Am 1. Juli 2020 zeigte Google ein Doodle zum 165. Jahrestag der öffentlichen Enthüllung der 100 ersten Säulen in Berlin.
Zum 170. Jubiläum der Genehmigung für die ersten Säulen starteten fritz-kola und die It Works Group am 1. Juli 2024 eine Gattungsmarketing-Kampagne, um die "Geburtsstunde der Außenwerbung" und die Leistung dieses Werbeträgers zu feiern.

## Künstlerische und literarische Rezeption
In der Erzählung Tina oder über die Unsterblichkeit von Arno Schmidt (1956) spielt eine Darmstädter Litfaßsäule vor Schmidts damaliger Wohnung in der Inselstraße eine wichtige Rolle als Zugang in die Unterwelt. Anlässlich des 100. Geburtstags von Arno Schmidt 2014 bespielten Studenten der Hochschule Darmstadt ein Jahr lang die Litfaßsäule mit verschiedenen künstlerischen Aktionen.
Von 2001 bis April 2016 realisierte der Düsseldorfer Künstler Christoph Pöggeler sein bislang 10-teiliges Projekt Säulenheilige, bei dem er Personen verschiedener Berufe realistisch nachbildete und diese Skulpturen jeweils auf einer Litfaßsäule platzierte und innerhalb des Düsseldorfer Stadtgebiets ausstellte.
Mit einer Kettensäge schnitt der Stuttgarter Künstler Erik Sturm im September 2021 aus einer Freiburger Litfaßsäule ein DIN A2 großes Stück von 450 Schichten Papier aus den letzten 20 Jahren. Nach einem ausgiebigen Wasserbad war es im Oktober Bürgern als Teil der Kunstaktion möglich, eine Papierschicht mit Freiburger Stadtgeschichte abzulösen und auf einen Kleiderbügel zu hängen. Diese Schichten waren ab November 2021 in einer Ausstellung am Alten Wiehrebahnhof zu sehen.

## Bildergalerie
In chronologischer Reihenfolge

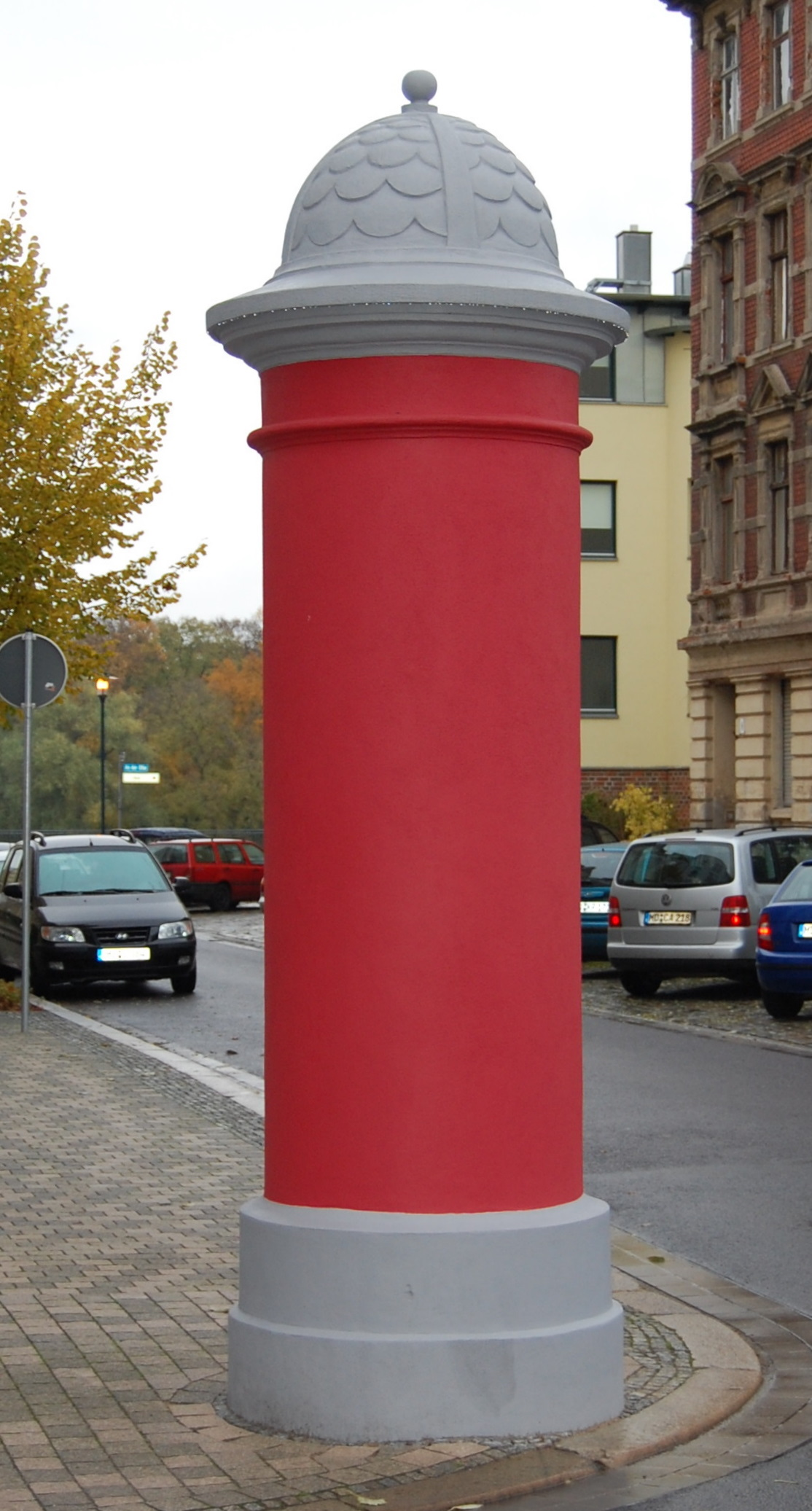
Sanierte denkmalgeschützte Litfaßsäule Fährstraße, Magdeburg, 19. Jahrhundert
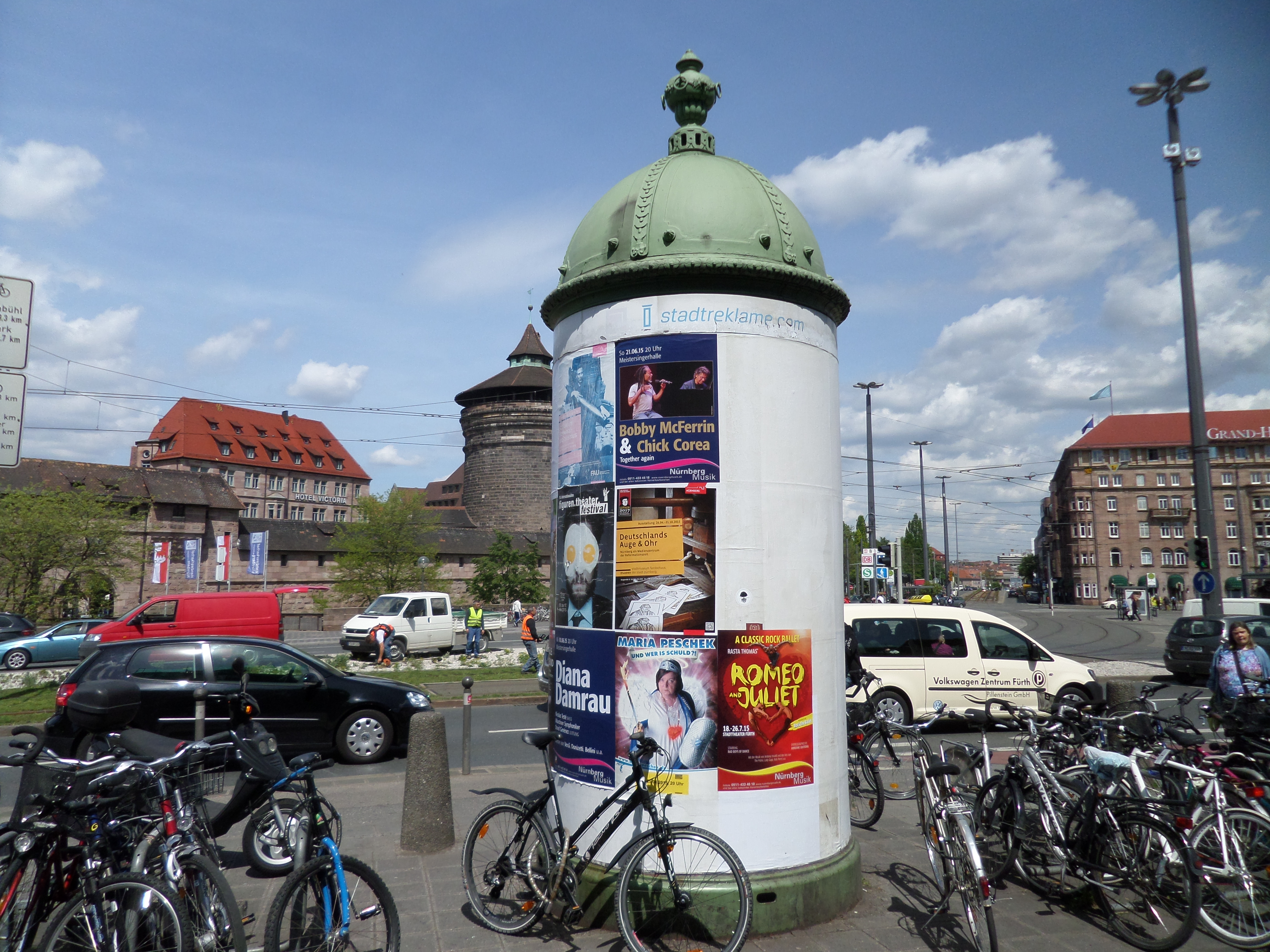
Neubarocke Litfaßsäule mit Kuppel und Urnenbekrönung am Hauptbahnhof in Nürnberg, um 1900
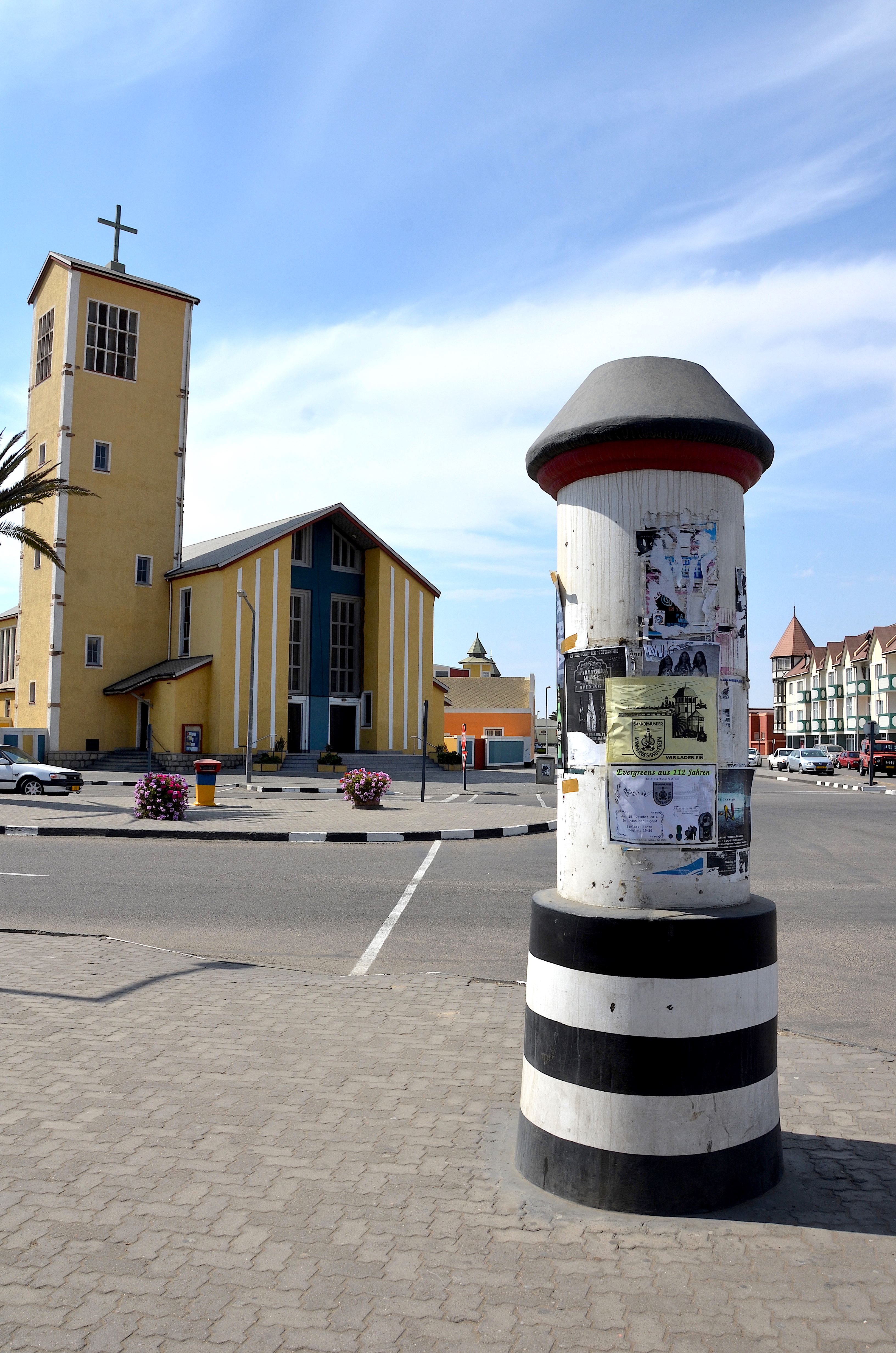
Eine der ältesten Litfaßsäulen befindet sich in Swakopmund. Sie wurde 1905 von Deutschland nach Namibia transportiert
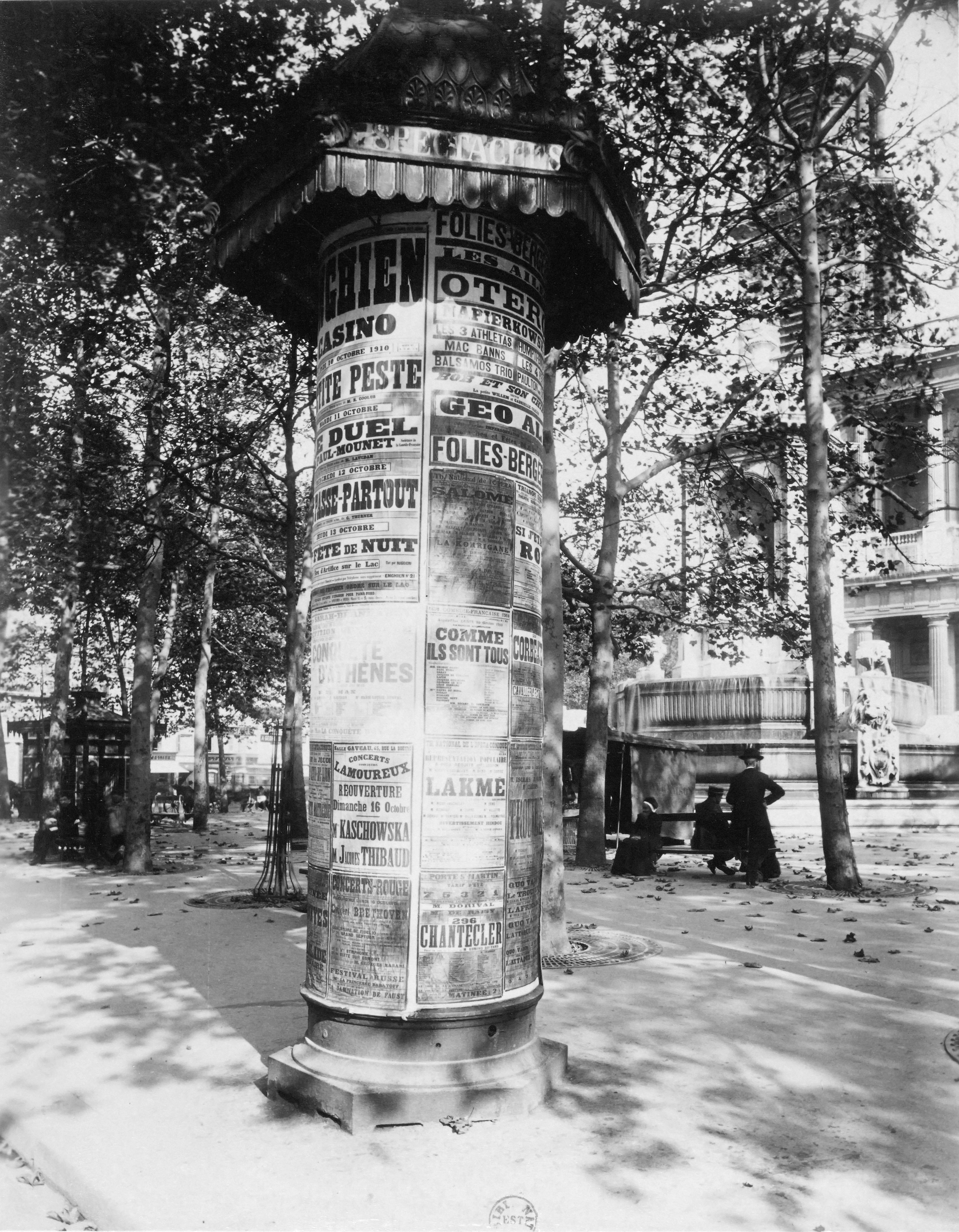
Colonne Morris, Place St-Sulpice, Paris, 1910
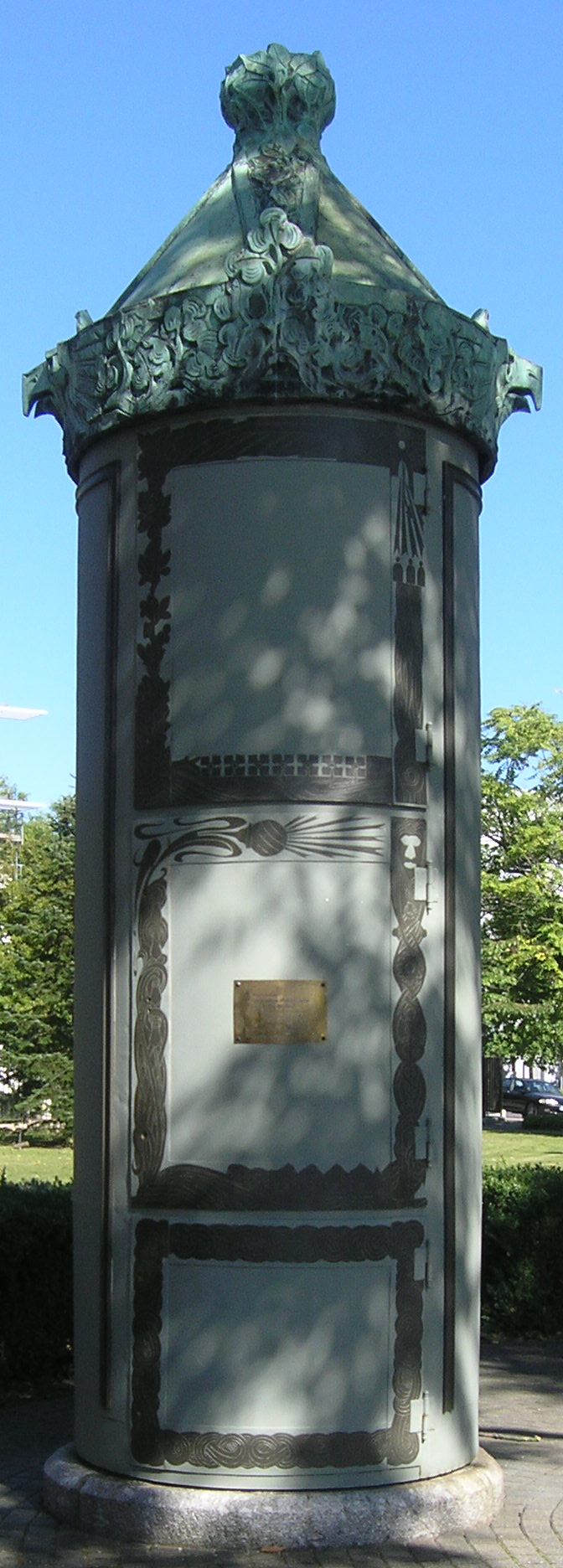
Jugendstil-Litfaßsäule, Karlsruhe
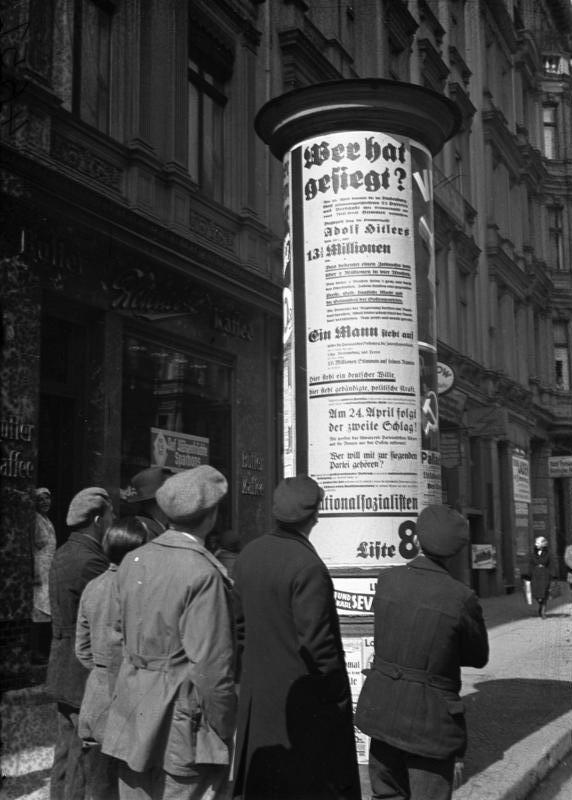
Säule mit NSDAP-Wahlplakat, Berlin, 1932
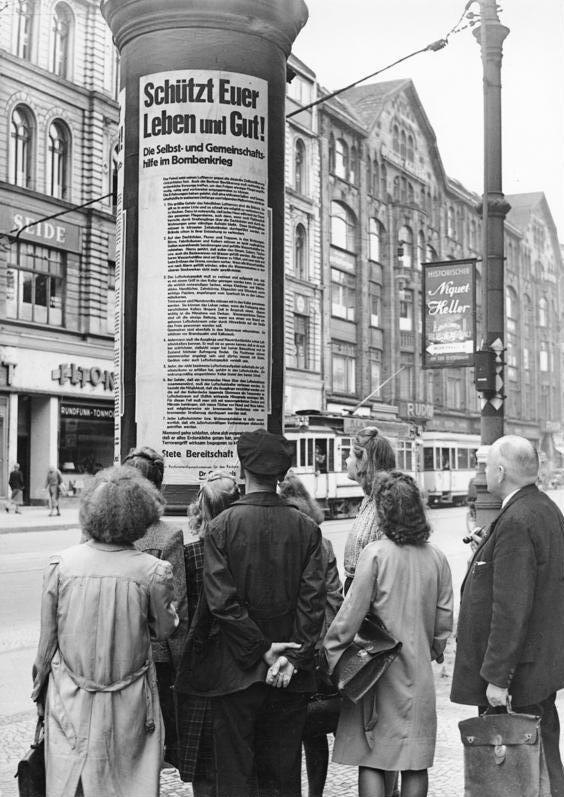
Litfaßsäule in Berlin mit Richtlinien und Hinweisen für das Verhalten bei Luftangriffen, August 1943
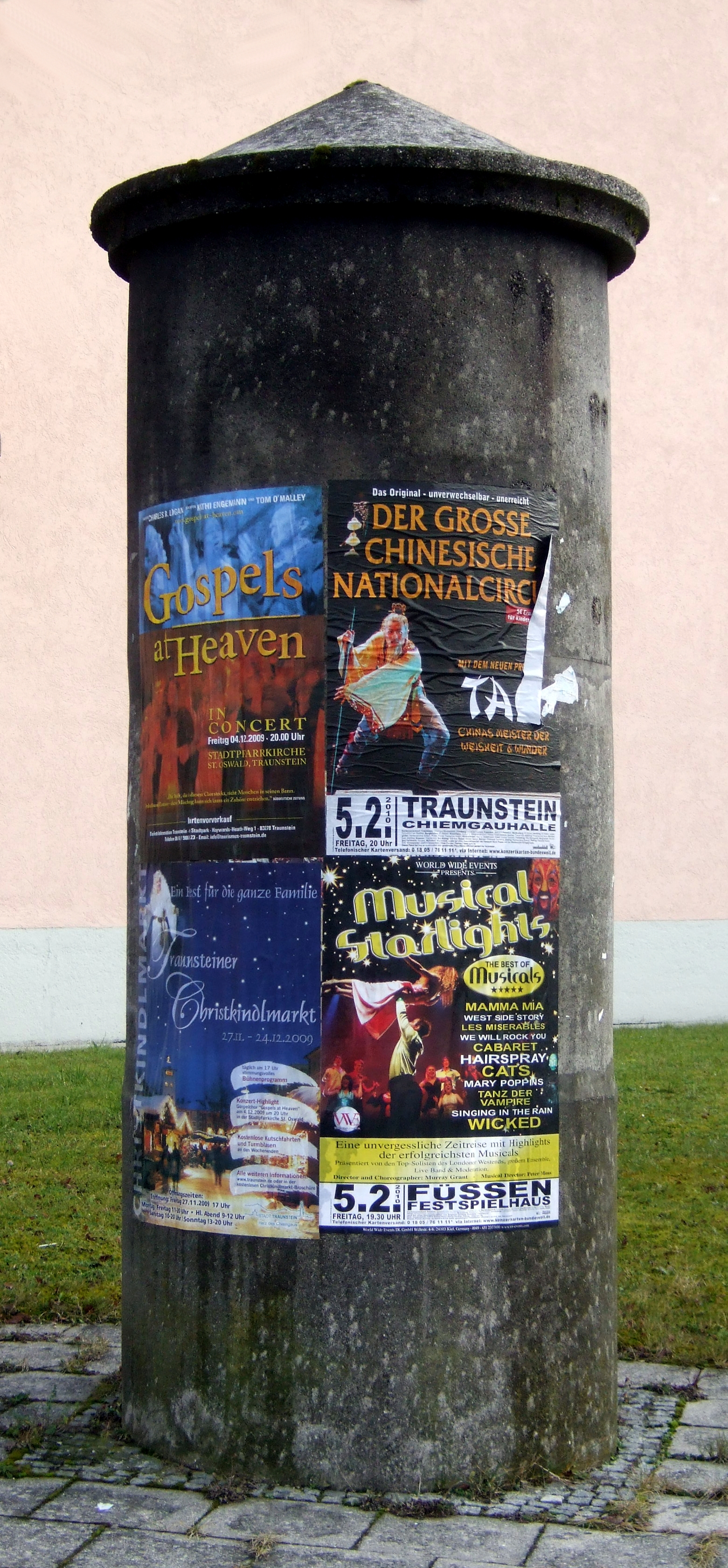
Trostberg, 1960er Jahre, gut zu erkennen ist der Korpus aus Beton
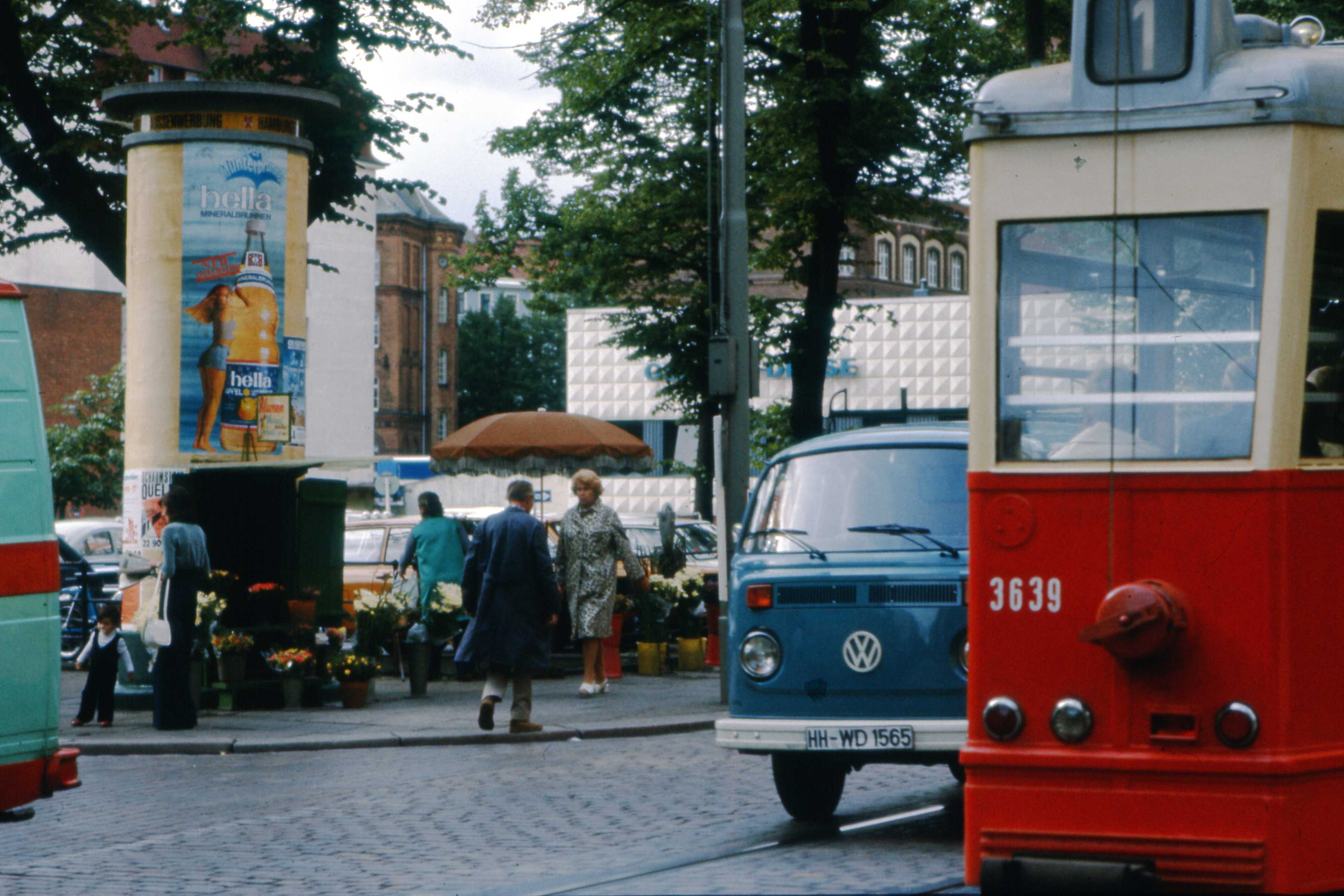
Blumenladen in einer Litfaßsäule, Hamburg, 1975
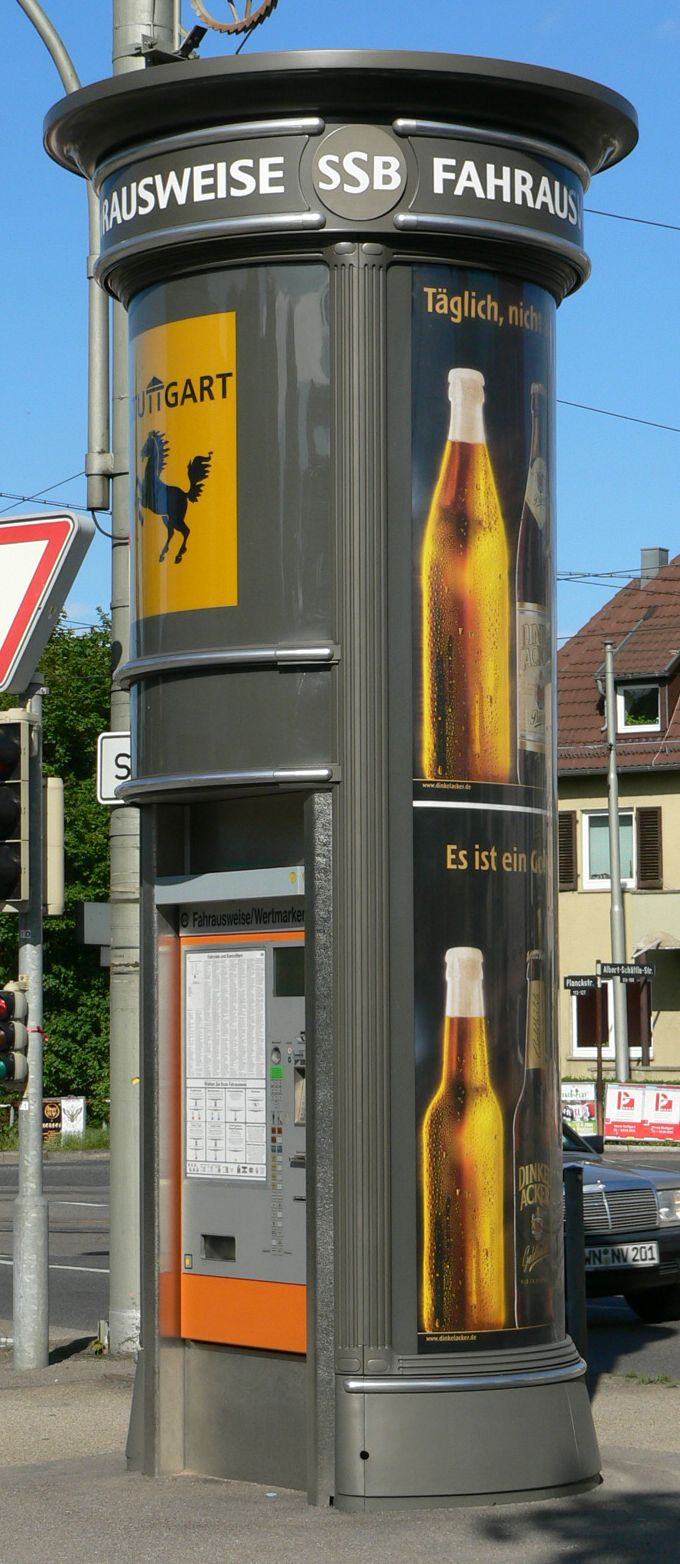
Säule mit Fahrkartenautomat, Stuttgart
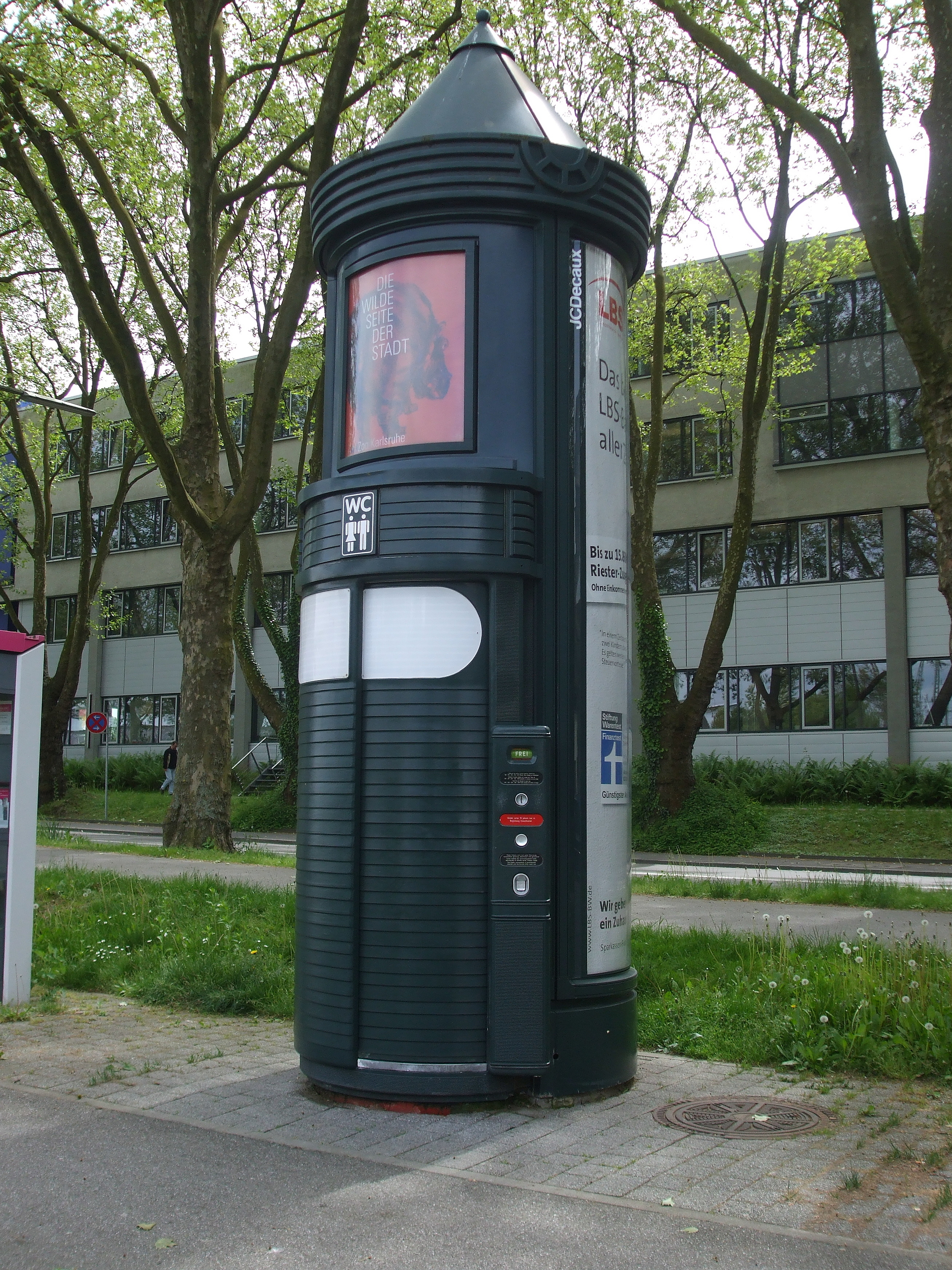
Säule mit WC am Karlsruher Hauptbahnhof
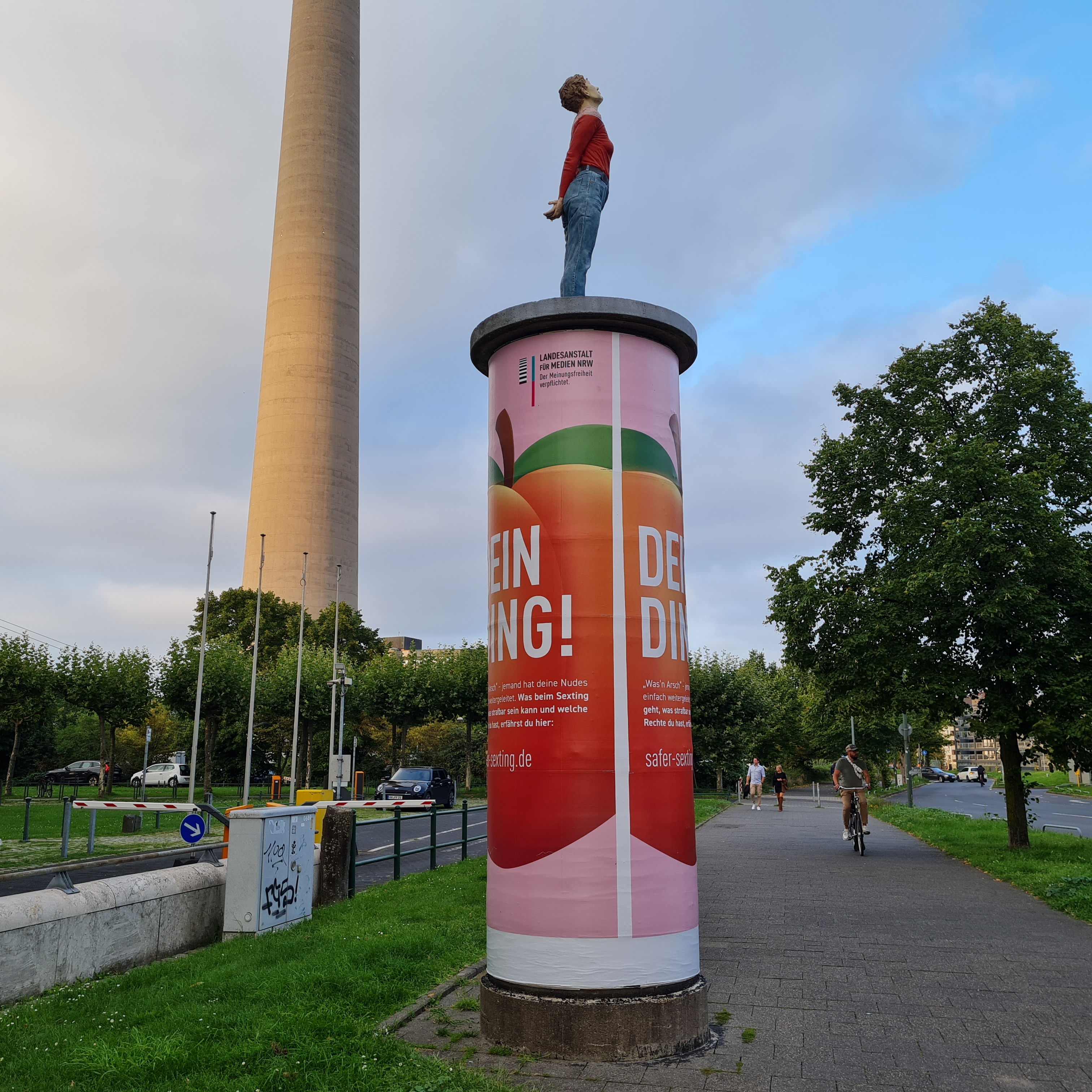
Litfaßsäule mit einer der „Säulenheiligen“ von Christoph Pöggeler (Düsseldorf, ab 2001)
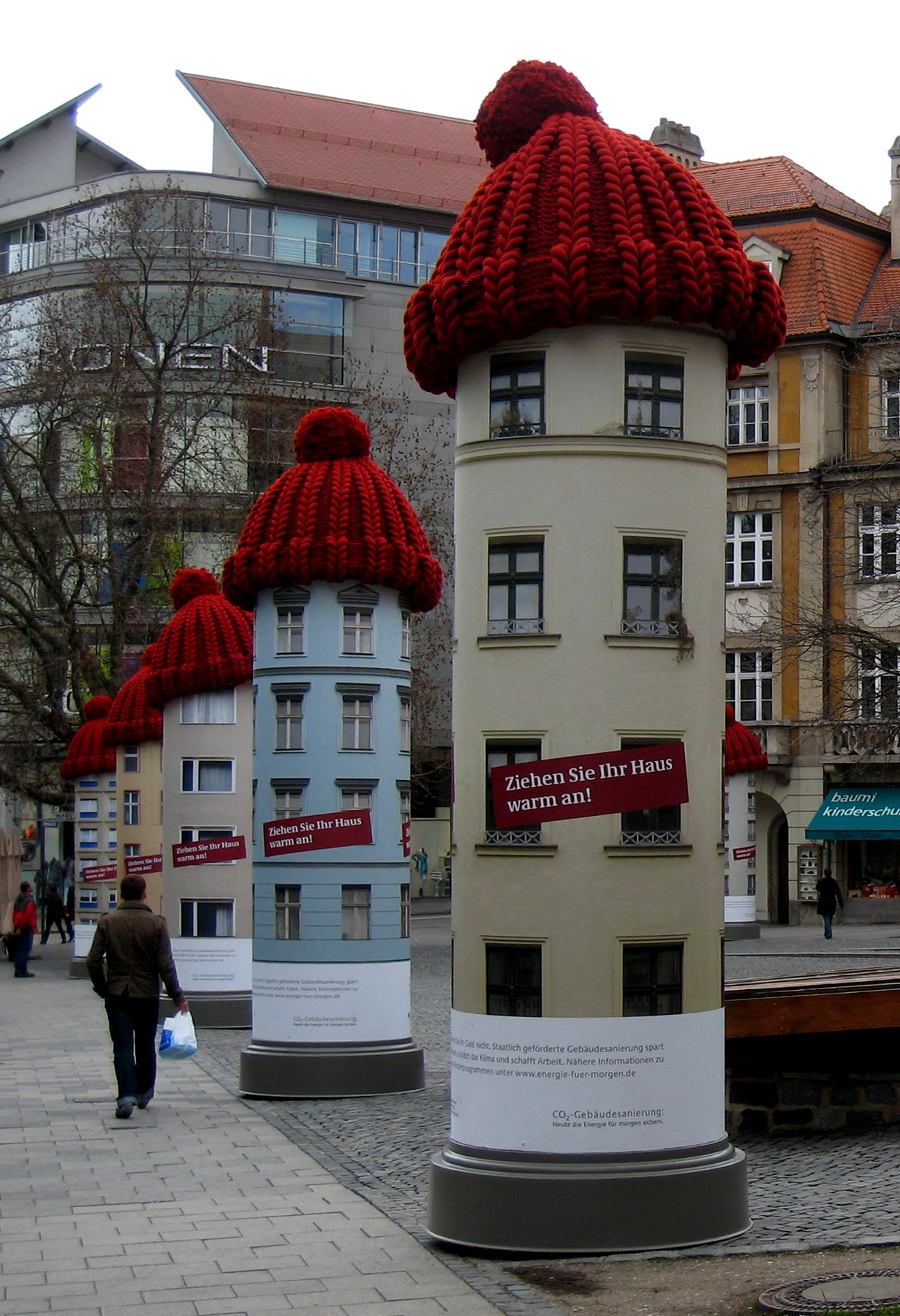
Mit Pudelmützen als mobiler Werbeträger für CO2-Gebäudesanierung, München, 2008
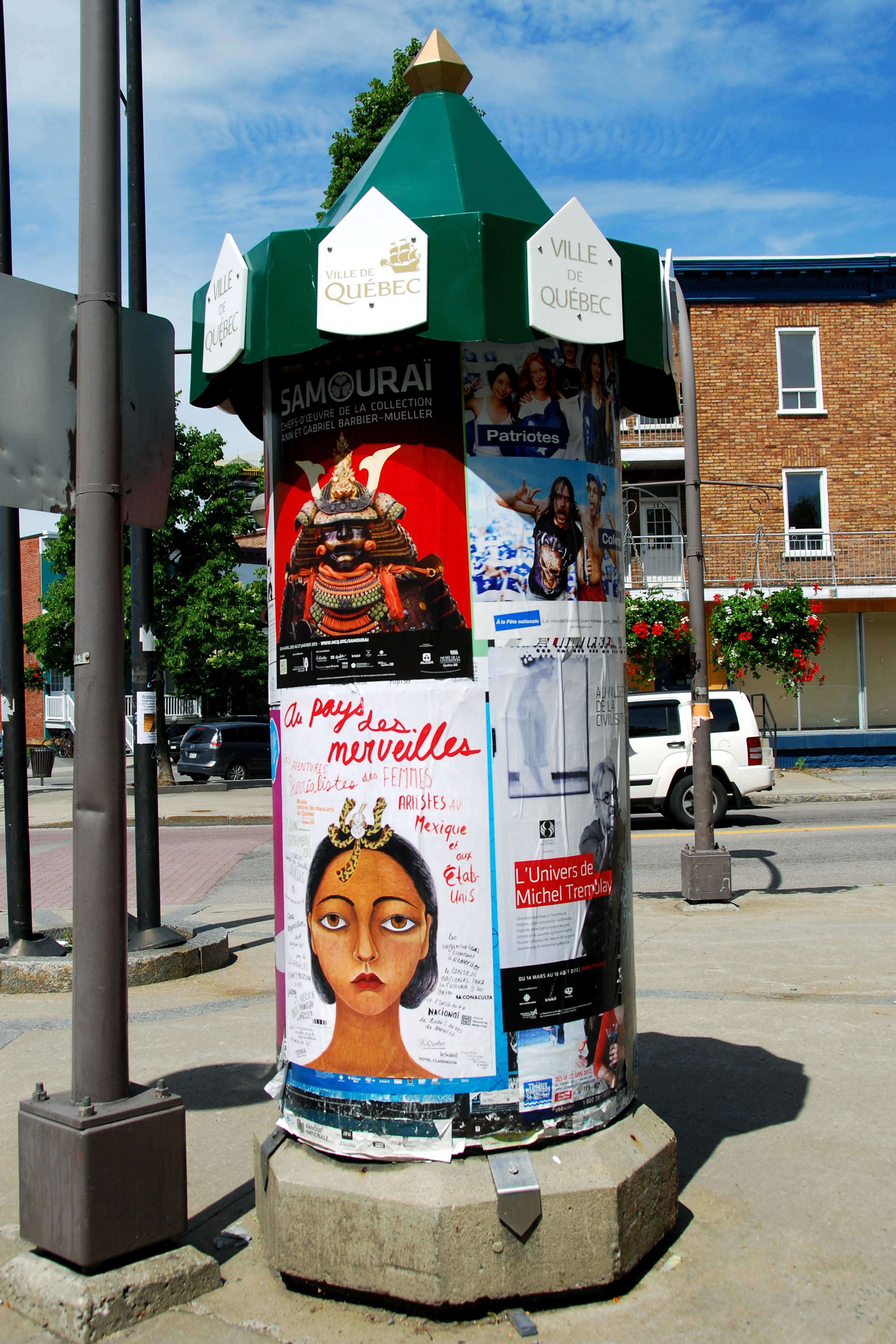
Anzeige von Kulturveranstaltungen in Québec, Kanada, 2012
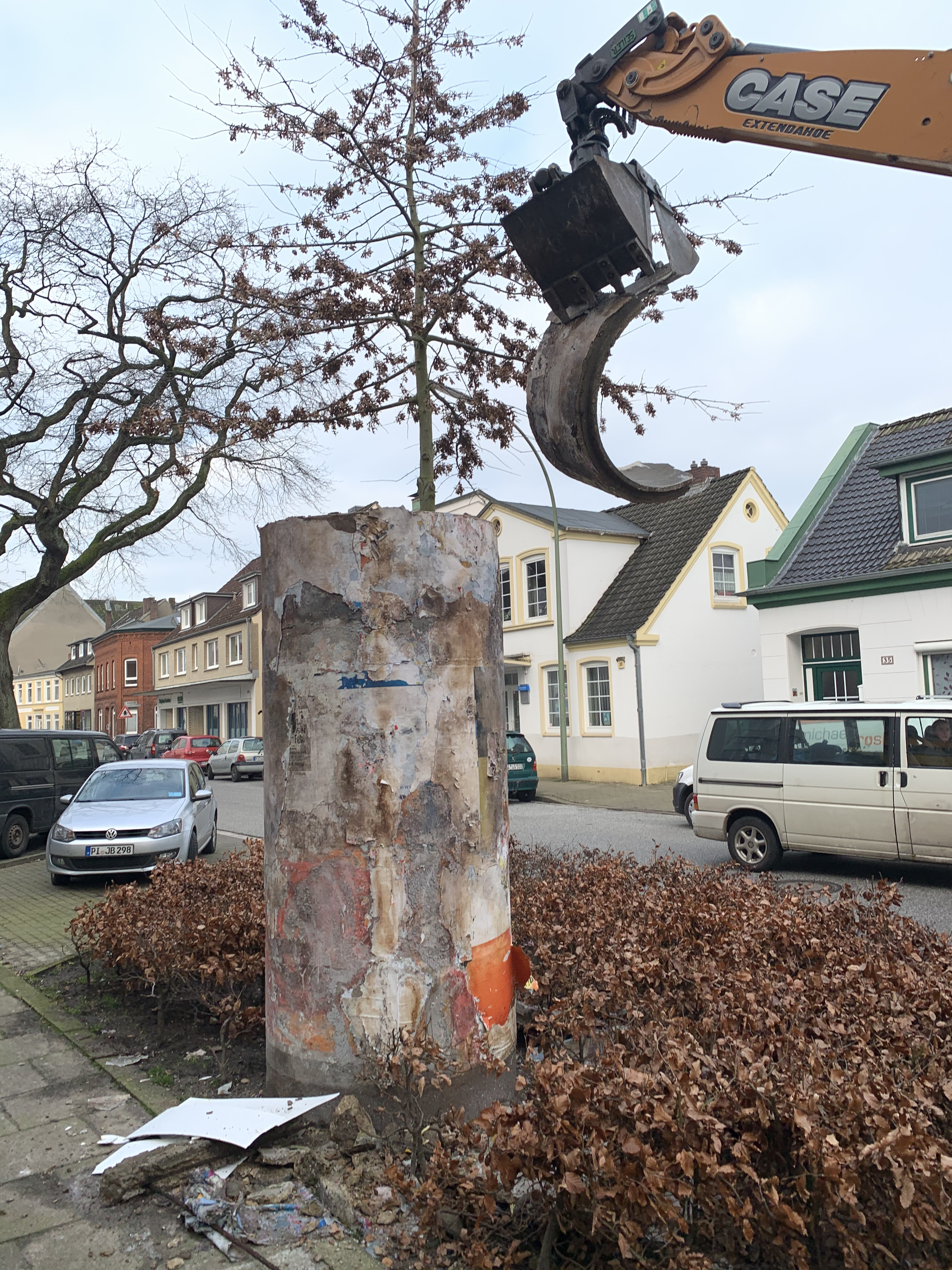
Abriss einer Litfaßsäule 2020 in Elmshorn. Korpus aus Betonringen
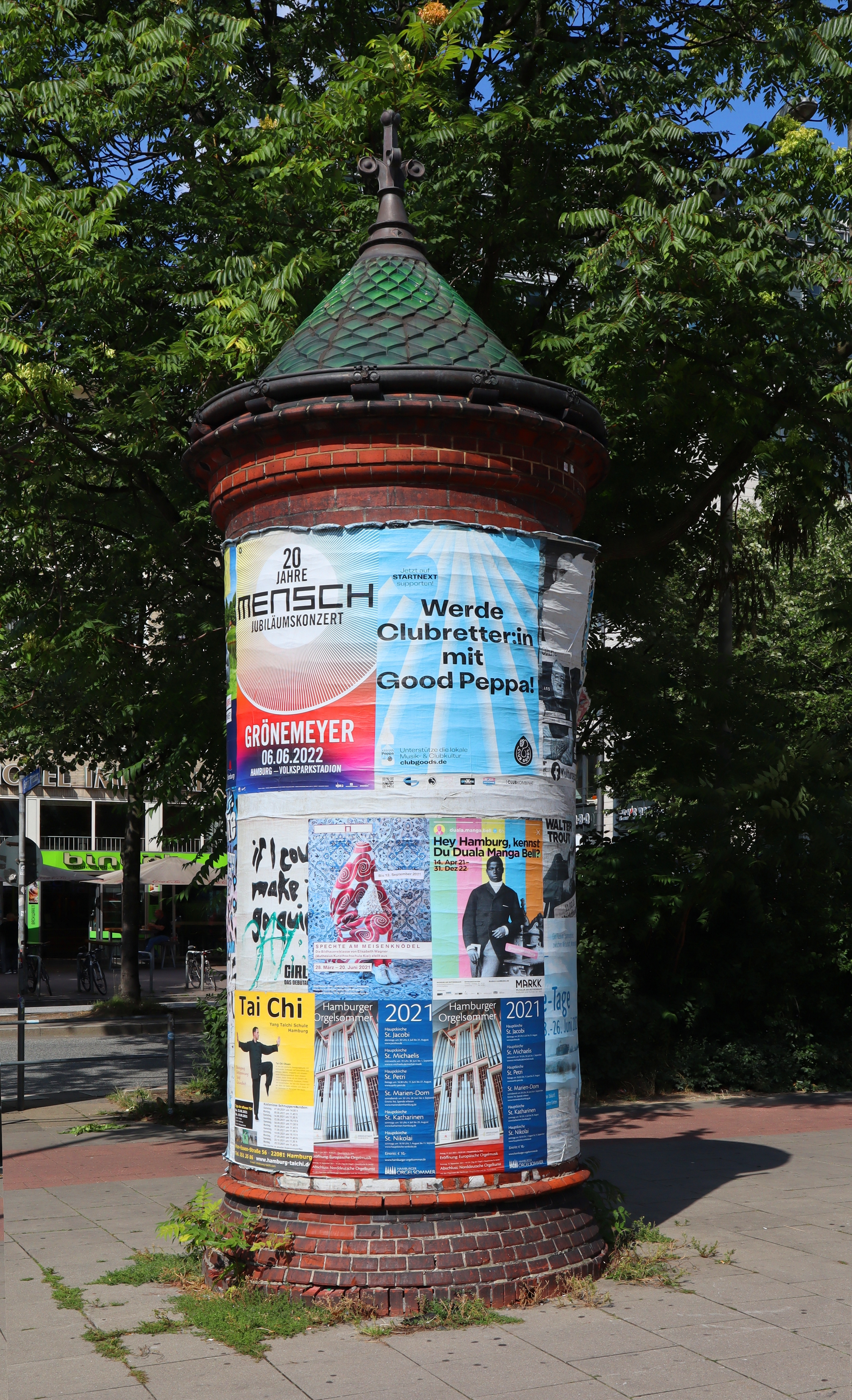
Historische Litfaßsäule am Spielbudenplatz, nahe der Reeperbahn in Hamburg
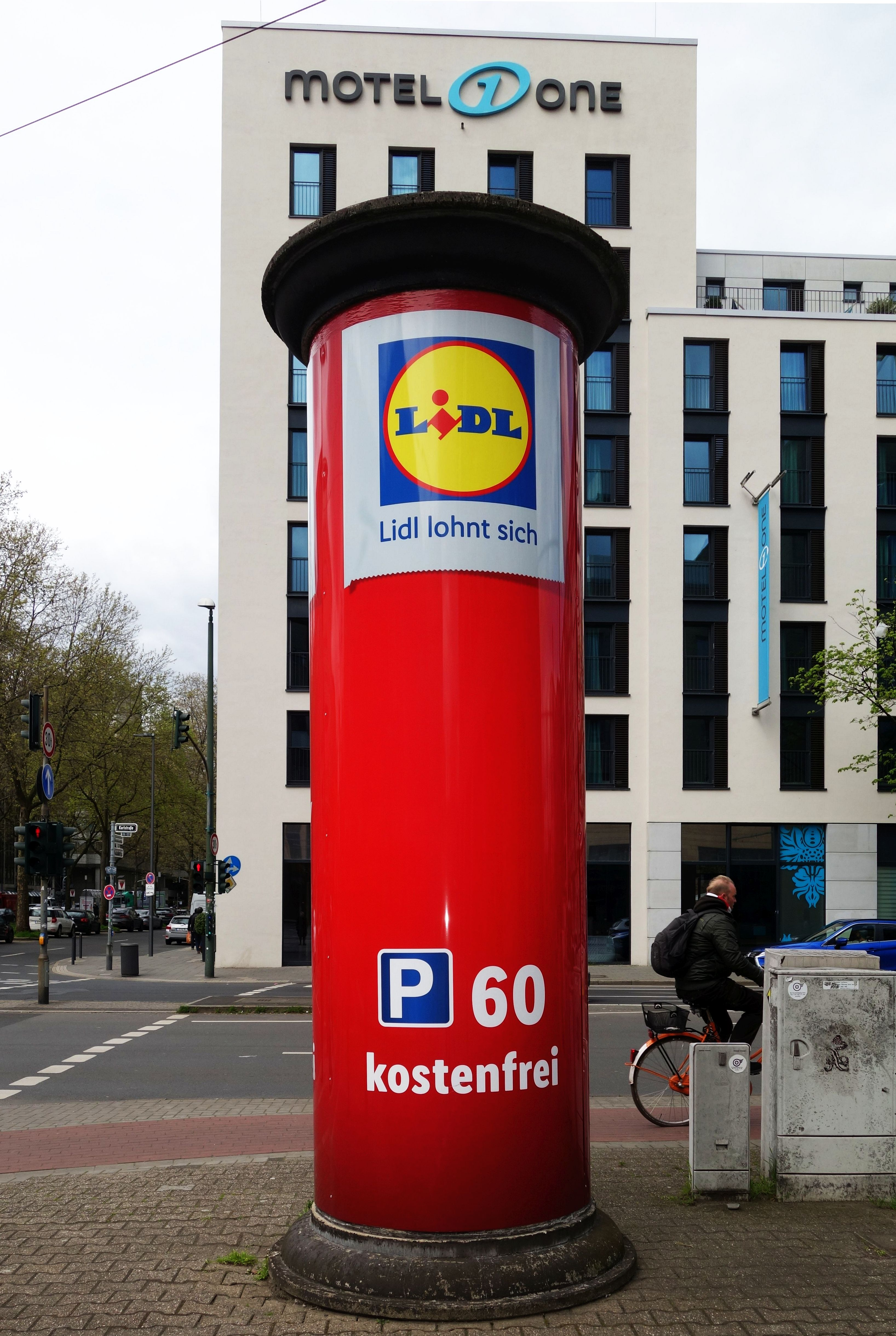
Standard-Litfaßsäule in Düsseldorf, 2023
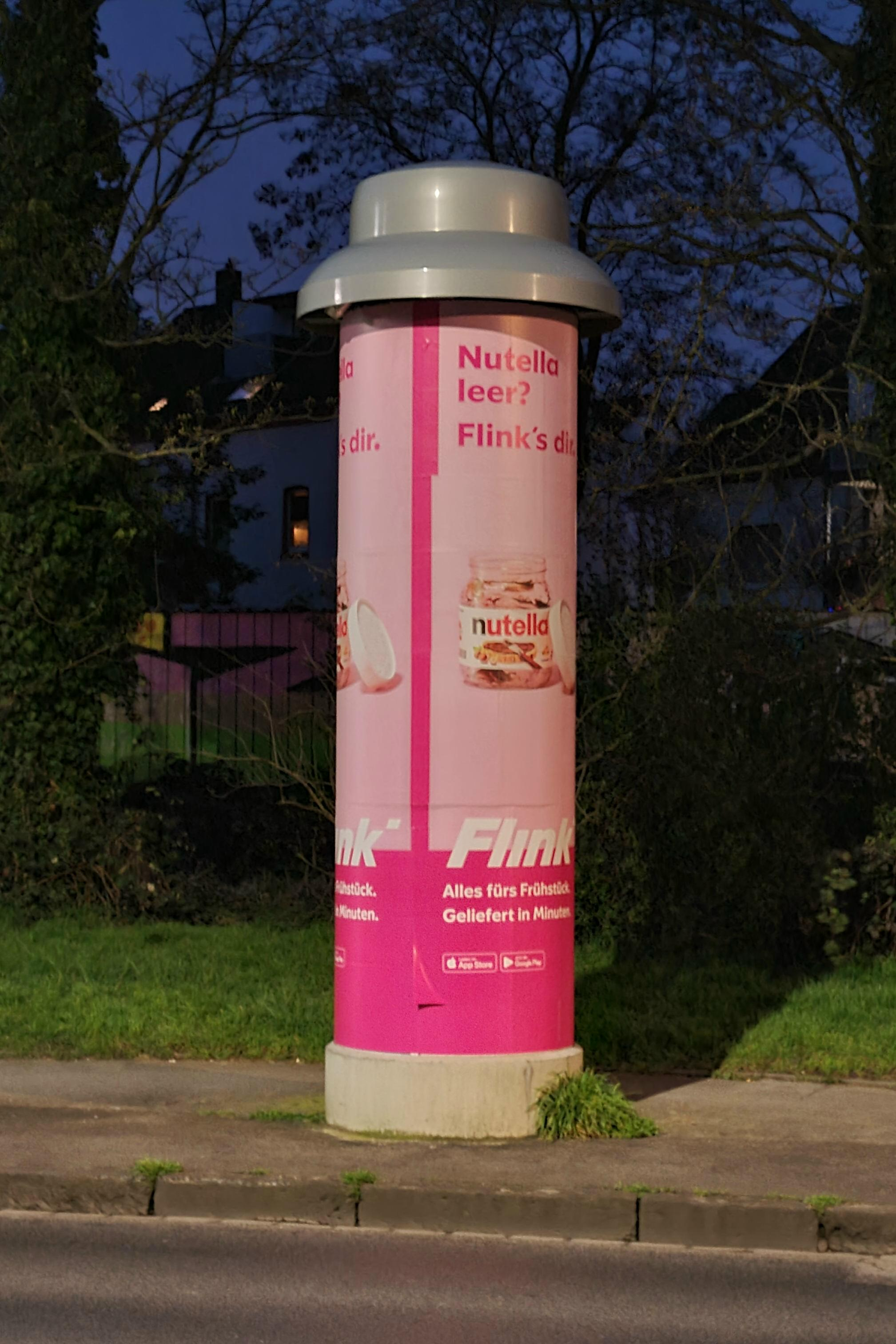
5G-Litfaßsäule in Düsseldorf-Gerresheim, März 2023
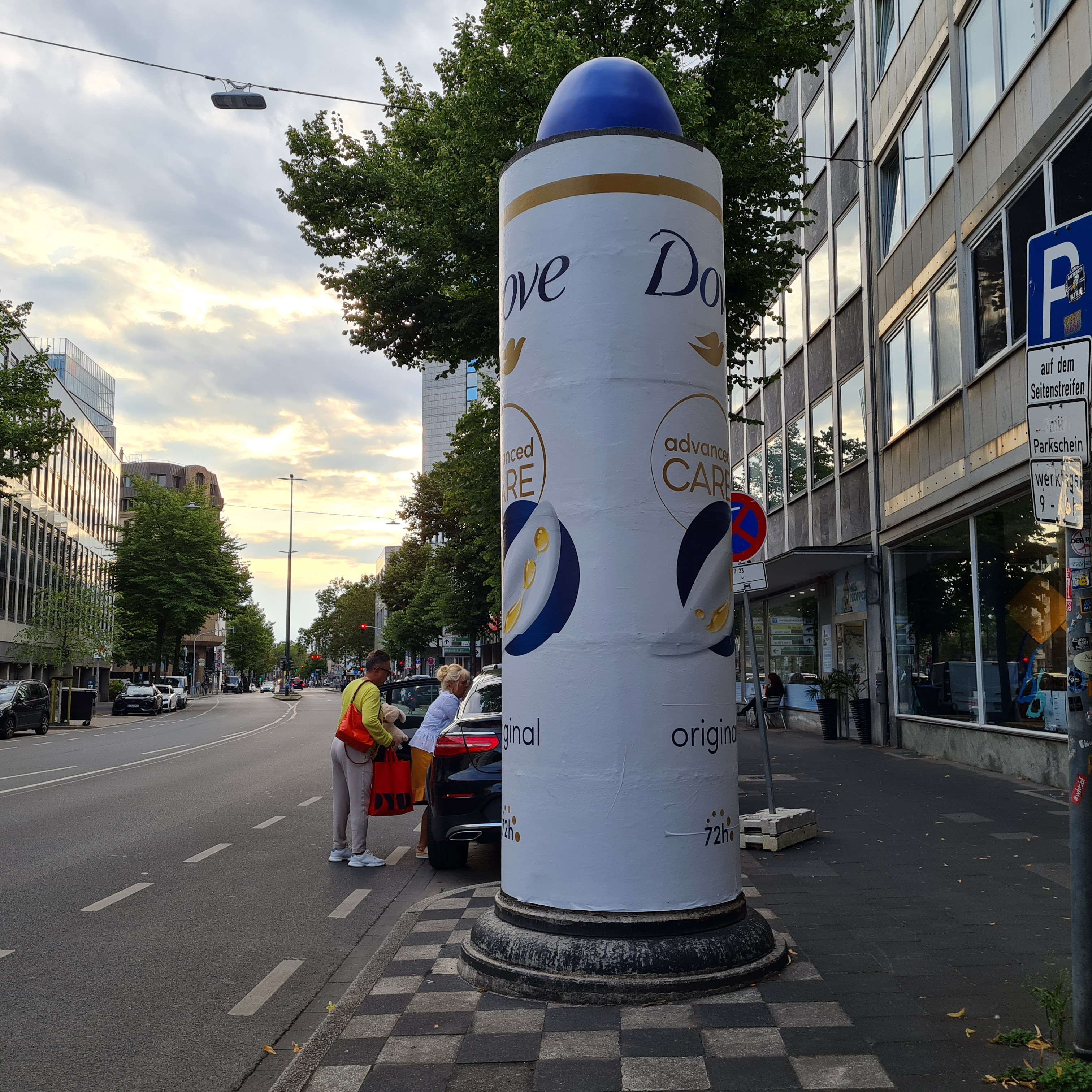
Litfaßsäule in der Form des beworbenen Antitranspirants (Düsseldorf, Steinstraße, Juli 2023)